# Helia calvaria
Helia calvaria är en fjärilsart som beskrevs av Gertel 1908. Helia calvaria ingår i släktet Helia och familjen nattflyn. Inga underarter finns listade i Catalogue of Life.